# Laura van Chabanais
Laura van Chabanais (overleden in 1316) was van 1283 tot 1292 gravin van Bigorre. 

## Levensloop
Laura was de dochter van heer Jordaan Eschivat III van Chabanais en Adelheid van Montfort, gravin van Bigorre. 
Na het overlijden van haar broer Eschivat IV in 1283 erfde ze het graafschap Bigorre, wat onmiddellijk betwist werd door burggraaf Gaston VII van Béarn, de weduwnaar van haar tante Martha van Marsan. Bovendien liet koning Eduard I van Engeland ook zijn aanspraken op Bigorre gelden. Hendrik III had in 1265 de bezittingen van Simon V van Montfort, graaf van Leicester, geconfisqueerd nadat die opstand tegen hem gekomen was. Simon zelf was de schoonbroer van haar grootmoeder Petronella van Bigorre en had kort voor haar overlijden in 1251 de regering van Bigorre aan hem toegewezen. Na het overlijden van Petronella erfde Laura's moeder Adelheid van Montfort het graafschap Bigorre. Simon was daar niet akkoord mee en liet daarom zijn erfrechten op Bigorre gelden, waarna Laura's broer Eschivat erin slaagd om zijn aanspraken te doen mislukken. 
Laura kon weinig doen tegen de aanspraken van Eduard I van Engeland en moest toezien dat Bigorre toegevoegd werd aan de Engelse kroondomeinen. Ze was vervolgens van plan een proces aan te spannen tegen Eduard I en ze vroeg de hulp van koning Filips IV van Frankrijk, die bezorgd was over deze annexatie van zijn rivaal. Filips IV haalde echter een oude akte van graaf Bernard II van Bigorre boven, die zijn graafschap in 1062 onder de bescherming van het klooster Notre Dame de Velay had geplaatst. Omdat het klooster inmiddels door de Franse kroon geannexeerd was en Filips deze bescherming als een donatie beschouwde, stelde hij het graafschap Bigorre in 1292 onder curatele. In 1302 kon Filips IV bezit nemen over het graafschap en in 1322 werd het door koning Karel IV van Frankrijk definitief toegevoegd aan de Franse kroon.

## Huwelijken en nakomelingen
Haar eerste echtgenoot was Simon de Rochechouart, heer van Availles. Ze kregen volgende kinderen:
- Aymeric (overleden in 1304)
- Adélaïs
- Laetitia, huwde in 1284 met burggraaf Raymond VI van Turenne.

In 1284 huwde ze met haar tweede echtgenoot, burggraaf Raymond V van Turenne. Raymond V was de vader van Raymond VI, de schoonzoon van Laura van Chabanais. Het huwelijk bleef kinderloos.